# 南方铁路局

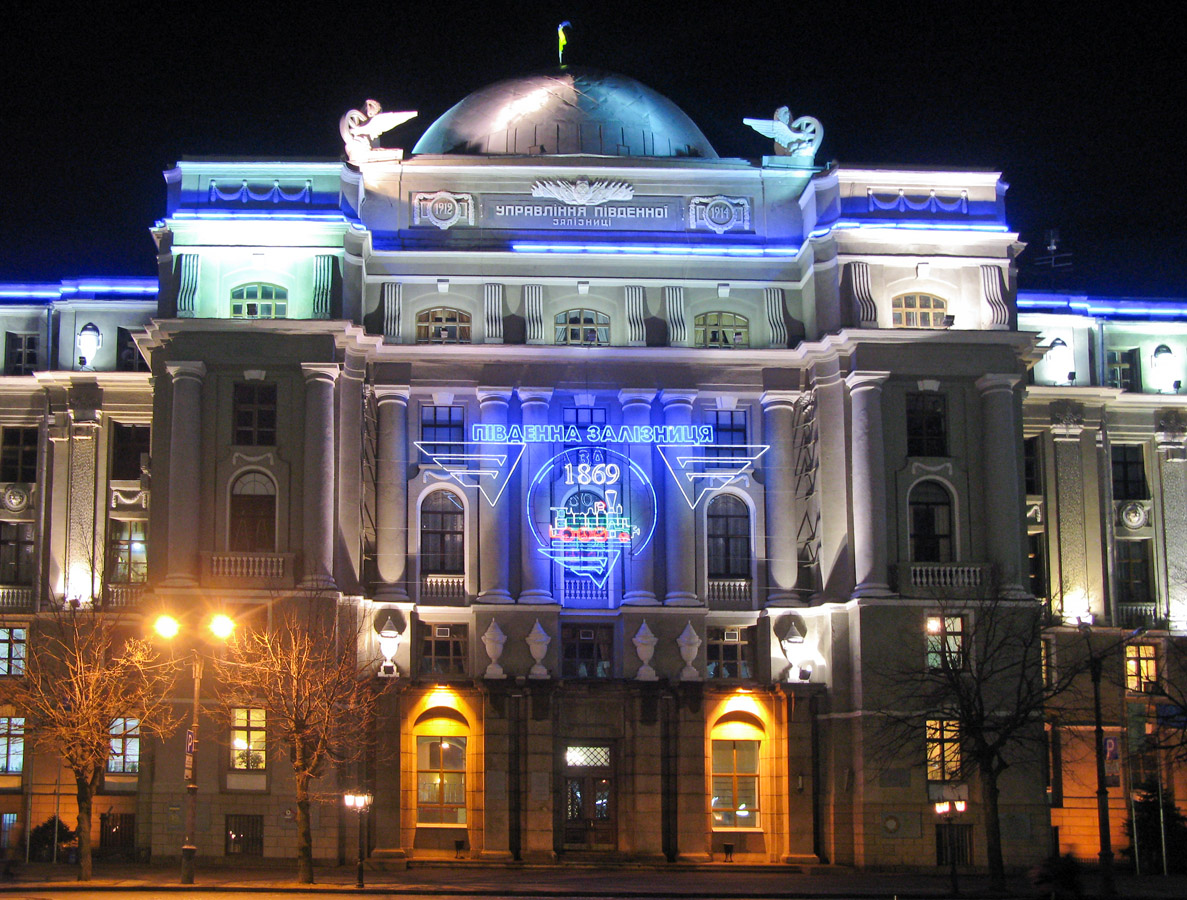
总部大楼

南方铁路局（羅馬化：Pivdenna zaliznitsya）是乌克兰铁路的铁路管理局之一，负责管辖乌克兰东北部地区的铁路系统，包括波尔塔瓦州、苏梅州、哈尔科夫州的铁路，总部位于哈尔科夫，营业里程超过3,000公里。南方铁路局相邻第聂伯河沿岸铁路局、顿涅茨克铁路局、敖德萨铁路局和西南铁路局，并与俄罗斯铁路的东南铁路局连接。

## 枢纽车站
- 哈尔科夫
- 波尔塔瓦
- 苏梅
- 克雷门丘克
- 库普扬斯克
- 洛佐瓦
- 柳博京
- 米爾霍羅德
- 卢布尼
- 罗姆内
- 罗莫丹
- 赫雷宾卡
- 普里卢基